# Margalida Duran Cladera
Margalida Duran Cladera (Palma de Mallorca, 11 de julio de 1967) es una política española, diputada al Parlamento de las Islas Baleares en la VIII Legislatura.

## Biografía
Ha trabajado como asesora de la propiedad inmobiliaria (APIO) y técnica contable y ha desarrollado su carrera como contable y gerente empresarial en Viajes Barceló y otras empresas.

## Trayectoria
Militante del Partido Popular, el 2003 fue miembro de la Junta Local de Llucmajor. Diputada en las elecciones al Parlamento autonómico de las Islas Baleares en 2011, fue elegida presidenta del Parlamento el 18 de diciembre de 2012, en sustitución de Pere Rotger Llabrés, que fue investigado en un presunto caso de corrupción.
Fue cabeza de lista de la candidatura del PP en las elecciones municipales de mayo de 2015 en Palma.